# Gobiocerus
Gobiocerus — вимерлий рід Bovidae з підродини Hypsodontinae. Рід відомий за скам'янілостями, що представляють олігоцен Монголії (1).

## Класифікація
Gobiocerus є частиною еволюційного випромінювання бикових, які поширилися в Азію протягом раннього та середнього міоцену, відомого як Hypsodontini. Gobiocerus mongolicus був вперше описаний Соколовим у 1952 році на основі викопних останків, знайдених у Монголії.

## Опис
Ця тварина мала бути приблизно такого ж розміру, як теперішня коза чи вівця, і її зовнішній вигляд також мав бути дещо схожим на ці види. Порівняно з аналогічними Turcocerus і Hypsodontus, Gobiocerus мав більш розвинені рельєфи на молярах, як на внутрішній частині (у нижніх молярах), так і на зовнішній частині (у верхніх молярах).